# Colonna a bolle

Schema di funzionamento di una colonna a bolle

Una colonna a bolle è un'apparecchiatura per il contatto tra una fase gassosa e una fase liquida utilizzata per realizzare il trasporto di materia tra le due fasi o come reattore chimico.
Il suo nome deriva dal fatto che la fase gassosa viene insufflata nella parte bassa della colonna e risale attraversando il liquido sotto forma di bolle. In corrispondenza della superficie di tali bolle si ha l'incontro della fase gassosa e della fase liquida, che si scambiano materia oppure reagiscono formando nuove sostanze. La superficie totale delle bolle in una colonna a bolle si aggira tipicamente intorno a 1–200 m2 per ogni m3 di liquido.

## Tipologie costruttive
Nella sua forma più semplice, la colonna è costituita da una colonna cilindrica disposta in verticale.
Per potere funzionare in continuo, la colonna è provvista di un ingresso per la fase liquida, un'uscita per la fase liquida, un ingresso per la fase gassosa (costituito da un distributore nella parte bassa della colonna) e un'uscita per la fase gassosa (collocata nella parte alta della colonna).
Per ottenere una distribuzione delle bolle più uniforme, la colonna può essere equipaggiata con miscelatori statici, piatti o riempimenti. In questi ultimi casi la geometria costruttiva è simile rispettivamente ad una colonna a piatti e ad una colonna a riempimento, ma a differenza di queste si ha un hold-up di liquido maggiore per cui la fase gassosa costituisce la fase dispersa mentre la fase liquida costituisce la fase continua.

## Applicazioni
Alcune applicazioni pratiche che sfruttano le colonne a bolle sono:
- il processo di idroformilazione del propilene attraverso catalisi omogenea;[2]
- ossidazione di cumene a idroperossido di cumene;[5]
- il processo di liquefazione del carbone;[6]
- il processo di fermentazione alcolica per la produzione di bioetanolo (dove vengono utilizzate come bioreattori);[7]
- la produzione del lievito;[3]
- la produzione della birra;[3]
- la produzione dell'aceto;[3]
- gli impianti di trattamento delle acque[non chiaro].[3]